# 希瑟·馬克斯
希瑟·馬克斯（Heather Marks，1988年7月25日—），加拿大模特兒。她以精靈和娃娃臉般的外貌而知名。

## 早年
希瑟出生於加拿大艾伯塔卡加利。15岁就开始在潮流杂志做封面女孩。

## 模特兒生涯
2006年，希瑟參與Victoria's Secret時裝秀。

## 經紀公司
- Mode （Calgary/Edmonton/Portland）
- Giovanni Model Management (Toronto)
- Women （New York）
- Women （Milan）
- Women （Paris）
- Select （London）
- Louisa （Hamburg/Munich）

## 外部連結
- 希瑟·馬克斯在互联网电影资料库（IMDb）上的資料（英文）
- Heather Marks於模特兒目錄（Fashion Model Directory）的相關資料
- Heather Marks照片 - Style.com （页面存档备份，存于）